# Tihanyi-félsziget
Tihanyi-félsziget är en halvö i Ungern.   Den ligger i provinsen Veszprém, i den västra delen av landet, 110 km sydväst om huvudstaden Budapest. Tihanyi-félsziget ligger vid sjön Balaton. 